# Xã Jonesboro, Quận Craighead, Arkansas
Xã Jonesboro (tiếng Anh: Jonesboro Township) là một xã thuộc quận Craighead, tiểu bang Arkansas, Hoa Kỳ. Năm 2010, dân số của xã này là 54.649 người.